# Tully Bevilaqua
Tully Bevilaqua (19 de julho de 1972) é uma basquetebolista profissional australiana, medalhista olímpica.

## Carreira
Tully Bevilaqua integrou a Seleção Australiana de Basquetebol Feminino, em Pequim 2008, conquistando a medalha de prata.